# Trachytalis isabellina
Trachytalis isabellina  (лат.) — вид равнокрылых насекомых рода Trachytalis из семейства горбаток (Membracidae). Северная Америка: Мексика. Длина самца около 4 мм. Окраска зеленовато-серая с белыми отметинами. Голова и пронотум грубо пунктированы. Пронотум простой, без боковых и спинных выступов и шипов; задний выступ покрывает передние крылья вплоть до апикальных ячеек. Жилка R 2+3 в передних крыльях представлена только как маргинальная жилка; в задних крыльях жилка R 2+3 редуцирована или отсутствует; развита поперечная жилка r-m. Эдеагус субцилиндрический